# Бог ся рождає
«Бог ся ражда́є» —  українська колядка в обробці Остапа Нижанківського (1862—1919).
Текст коляди поширювався у рукописних кантичках з другої половини XIX століття, в 1886 році був опублікований у львівському перевиданні «Богогласника» (№57).   
За мотивами євангельського сюжету про народження Ісуса Христа у Вифлеємі. У колядці згадуються Марія, Йосип, ангели, три волхви з дарунками, пастирі.  

## Текст
Бог ся раждає, хто ж 'Го може знати!
 Ісус 'Му ім'я, а Марія — Мати!
Приспів:
 Тут Ангели чудяться,
 Рожденного бояться.
 А віл стоїть, трясеться,
 Осел смутно пасеться.
 Пастиріє клячуть,
 В плоті Бога бачуть
 Тут же, тут же, тут же, тут же, тут!
 Марія 'Му Мати прекрасно співає, 
 А хор ангельський Їй допомагає.
Приспів.
 Йосиф старенький колише Дитятко:
 "Люляй же, люляй, мале Отрочатко!"
Приспів.
 Царі зі сходу славу днесь голосять,
 Ладан і смирну, золото приносять.
Приспів.
 А пастиріє к Ньому прибігають,
 І яко царя свойого вітають.
Приспів.
 І ми днесь, браття, к Ньому прибігаймо.
 Рожденному Богу хвалу, честь віддаймо.

## Варіанти колядки
На мелодію колядки «Бог ся раждає» виконується також різдвяна пісня «Нині рождество Божого Дитяти». Лейтмотив — зустріч Різдва всіма українцями разом: лемками, подоляками, волиняками, бойками, полтавцями і гуцулами.
 Нині рождество Божого Дитяти,
 Браття-українці йдуть Його вітати.
Приспів:
 Тутки лемки співають, подоляки їм грають.
 Волиняк щось міркує, бойко легко танцює,
 Полтавець плясає, гуцул трембітає.
 Трара, трара, трара, ра-ра-ра.
 Чути довкола любі жарти, сміхи,
 Ісус маленький в ручки б'є з утіхи.
Приспів.
 Ісусе маленький, бався разом з нами,
 З Івасями та і з Михасями.
Приспів.
 Ісусе маленький, мило нам всміхнися,
 В кожній потребі за нас заступися.
Приспів.
 Ісусе маленький, і Пречиста Мати,
 Дозвольте Україні кращу долю мати.
Приспів:

На цю ж мелодію виконується упівська повстанська колядка «Бог ся раждає!»

 Бог ся раждає! Хто ж то може знати?
 Дніпр розбудився, ожили Карпати,
      Дністер хвилею шумить,
      Чорне море гомонить,
      На Поліссі гомін йде,
      Кубань плеще і гуде,
      В Києві озвались дзвони,
      Загули луги й загони.
      Всюди, всюди чути гамір, сміх.
 
 Йосиф старенький колише Дитятко,
 На сопілці грає мале гуцулятко.
      Їдуть бойки на санях,
      А гуцули в кресанях,
      Поліщуки в личаках,
      А кияни в чобітках.
      Їдуть, їдуть з України
      До Господньої Дитини.
      Дари, дари з собою везуть.
 
 Ірод московський думав обдурити,
 Червону зірку хотів засвітити.
      А нам її не треба,
      Хочем світла із неба,
      Хочем щастя у наш край,
      Ти нам, Боже, помагай.
      Благослови, Божий Сину,
      Нашу неньку Україну.
      Волю й долю Ти для неї дай.
Текст з рукописного співанника 1870-х років, опублікований Михайлом Грушевським:
 Бог раждается, хто ж то может знати?
 Імя єму Ісус, Марія му мати.
 Тут ангели чудяться,
 Рожденного бояться,
 Бавол стоїть – трясеться,
 Осел смутно пасет ся,
 Пастушкови клянчать,
 В плоти Бога бачать
 Тут же, тут же, тут же, тут же, тут.
 Панна пречиста так єму співає,
 І хор архангельський так допомагає.
 Люляй же, мой сину, а не на віки,
 Бо потом возьмеш з пекла чоловіки!
 Тріє царіє от восток приходять,
 Ливан, смирно, злато дари му приносять.
 Іосиф старец колише дитятко,
 Нинай же, нинай, мале пахолятко!
 А пастиріє к нему прибігають,
 Яко Пана своєго витають.
 Правда, же не знали и ангели ціло,
 Же Бог взяв на себе человіческоє тіло.
 І ми всі вірні к нему прибігаймо,
 Нарожденному Богу хвалу отдаймо!
 Тут ангели чудяться,
 Рожденного бояться,
 Бовол стоїть – трясеться,
 Осел смутно пасеться,
 Пастушкові клянчать,
 В плоти Бога бачать
 Тут же, тут же, тут же, тут же, тут.